# Kéniéba (Sénégal)
Kéniéba (ou Keniaba) est une localité de l'est du Sénégal, située dans le département de Bakel et la région de Tambacounda, à proximité de la frontière avec le Mali.
C'est le chef-lieu de l'arrondissement de Kéniéba depuis la création de celui-ci par un décret du 10 juillet 2008.
Kenieba est situé au Nord-Est du Sénégal, frontière avec le Mali. Cette zone préconise beaucoup de problèmes et des manquements. Kenieba se trouve dans la Commune de Médina Foulbe. La Commune de Médina Foulbe, pendant la saison des pluies, les populations ont du mal à sortir dû à des routes endommagées, des maladies, un manque d'assainissement, etc. La destruction des routes est due aux camions de société GH Mining. Cette société n'enregistre aucun intérêt dans le Village de Kenieba chef-lieu d'exploitation ni dans la Commune de Médina Foulbe. La population souffre des maladies à cause des poussières de ces Camions qui transportent du manganèse. Et le village n'en bénéficie en rien ni la commune. Il est temps que l'État intervienne dans cette zone sinon la population vit dans une situation extrêmement difficile.[style à revoir]